# Венгрия на зимних Олимпийских играх 1956
Венгрия принимала участие в Зимних Олимпийских играх 1956 года в Кортина-д’Ампеццо (Италия) в седьмой раз за свою историю, и завоевала одну бронзовую медаль. Cтрану представляли два спортсмена: фигуристы Марианна и Ласло Надь, выступающие в парном катании. Как и на предыдущей олимпиаде, они завоевали бронзовую медаль.

## Медалисты
| Медаль | Спортсмен                | Вид спорта       | Дисциплина     |
| ------ | ------------------------ | ---------------- | -------------- |
| Бронза | Марианна Надь Ласло Надь | Фигурное катание | Парное катание |

## Результаты
Соревнования среди спортивных пар прошли 3 и 4 февраля на искусственном льду Олимпийского стадиона в Кортина-д’Ампеццо, они оценивались по шестибалльной системе. Пара М. Надь и Л. Надь заняла третье место.

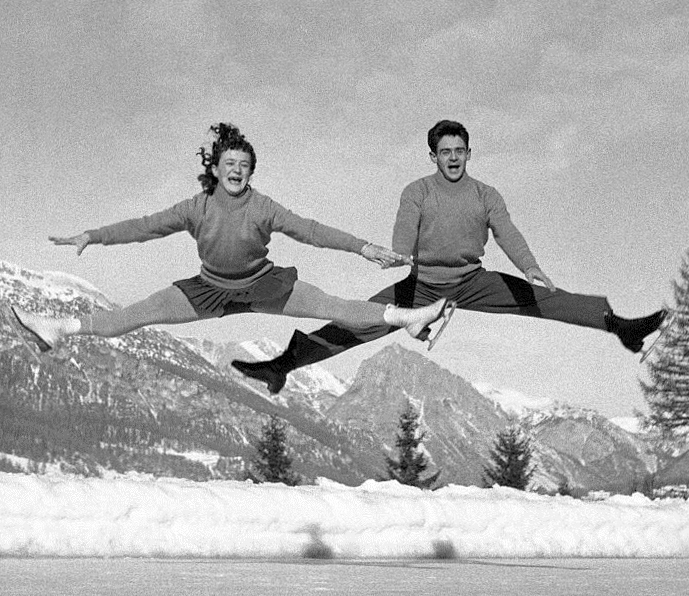
Марианна Надь и Ласло Надь на зимних Олимпийских играх 1956 года

| Спортсмены               | Баллы | Сумма мест | Место |
| ------------------------ | ----- | ---------- | ----- |
| Марианна Надь Ласло Надь | 11,03 | 32         | 3     |